# Comuna Semîdubî, Dubno
Semîdubî (în ucraineană Семидуби) este o comună în raionul Dubno, regiunea Rivne, Ucraina, formată din satele Dovhe Pole, Hreadkî, Ivanînîci, Semîdubî (reședința), Trosteaneț și Zalujjea.

## Demografie
Componența lingvistică a comunei Semîdubî
     Ucraineană (98,98%)
     Alte limbi (0,97%)
Conform recensământului din 2001, majoritatea populației comunei Semîdubî era vorbitoare de ucraineană (98,98%), existând în minoritate și vorbitori de alte limbi.